# Popești (Golești), Vâlcea
Popești este satul de reședință al comunei Golești din județul Vâlcea, Muntenia, România.
 Acest articol despre o localitate din județul Vâlcea este deocamdată un ciot. Puteți ajuta Wikipedia prin completarea lui.